# Go U-yeong
Go U-yeong, né le 27 septembre 1938 à Benxi dans le  Mandchoukouo et mort le 25 avril 2005 en Corée du Sud, est considéré comme l'un des plus importants auteurs de manhwa des années 1970 et 1980.

## Biographie
Go U-yeong arrive en Corée à la fin de la Seconde Guerre mondiale et commence à dessiner son premier manhwa, Jwidoli durant la guerre de Corée alors qu'il est interné dans un camp de prisonniers. C'est le quotidien Ilgan Sport qui publie sa première œuvre importante le 1er janvier 1972, Im Keok-jeong, qui va rendre son auteur célèbre et lancer un nouveau genre de manhwa pour adultes. C'est le premier long manhwa sur un sujet historique publié en Corée. Go U-yeong se spécialise alors dans l'adaptation de romans classiques coréens et chinois. Son manhwa le plus célèbre est une adaptation de l'Histoire des Trois Royaumes, Samgukji qui est le premier manhwa pour adultes à rencontrer un immense succès. On lui doit également d'autres adaptations très populaires comme Suhoji, Iljimae (1975-1977) et Hong Kil-dong. Le style de Go U-yeong est assez simple. L'agencement des cases est classique sans effets de construction. Les décors sont réduits au minimum. Le récit enchaîne situations dramatiques et humoristiques. Les personnalités et caractères des personnages sont grossis et exagérés. 
Bien que ses manhwas n'étaient ni licencieux ni subversifs ou critiques envers la dictature militaire, Go U-yeong dut affronter la censure. Les récits historiques de ses manhwas sont des métaphores subtiles de la société contemporaine et parodient la société coréenne. En 1979, 100 pages de Samgukji furent censurées pour violence et nudité. À propos de cette expérience il déclare « avoir été heurté par un camion militaire (le régime militaire) et qu'à la suite du choc ses membres furent arrachés ».
Les principaux manhwas de Go U-yeong font actuellement l'objet de réédition en Corée. Après 50 ans de carrière qui lui valurent la reconnaissance du public et de ses pairs, il meurt le 25 avril 2005.